# جيم دويل
جيم دويل (بالإنجليزية: Jim Doyle) هو سياسي أمريكي ينتمي إلى الحزب الديمقراطي. ولد جيم دويل في 23 ديسمبر من سنة 1945 في العاصمة الأمريكية واشنطن. انتخب دويل لمنصب حاكم ولاية ويسكنسن في يناير من سنة 2003 عندما تغلب على منافسه المرشح سكوت مكالوم بنسبة 45 ٪ إلى 41 ٪ من الأصوات. دويل كان اعيد انتخابه في نوفمبر من سنة 2006 عندما تغلب على منافسه للمنصب عضو الكونغرس الأمريكي مارك أندرو غرين مع 53 ٪ إلى 45 ٪ من الأصوات.